# Dale Earnhardt
Ralph Dale Earnhardt, Sr. (Kannapolis, Carolina del Norte, Estados Unidos; 29 de abril de 1951 - Daytona Beach, Florida, Estados Unidos; 18 de febrero de 2001), más conocido como Dale Earnhardt, fue un piloto de automovilismo de velocidad estadounidense de NASCAR. 
Considerado como uno de los mejores pilotos de la historia de la NASCAR, Earnhardt fue siete veces campeón de la Copa NASCAR (récord compartido con Richard Petty y Jimmie Johnson) y ganó un total de 76 carreras. En 2010 fue introducido de manera póstuma en la clase inaugural del Salón de la Fama de NASCAR.
Falleció el 18 de febrero de 2001 a los 49 años de edad tras un accidente sufrido en la última vuelta de las 500 Millas de Daytona de ese año. Su muerte es hasta la fecha la última en cualquiera de las tres categorías principales de la NASCAR.

## Biografía
Dale Earnhardt, de ascendencia alemana, nació en Kannapolis (Carolina del Norte), el 29 de abril de 1951. Fue el tercer hijo de Martha y Ralph Earnhardt. Su padre también fue piloto de carreras, pero no quería que su hijo siguiese sus pasos. Sin embargo, Dale dejó la escuela para centrarse en su carrera automovilística.

## Carrera profesional
Earnhardt debutó en la Copa NASCAR en el año 1975. Hasta 1978 disputó ocho carreras, con un séptimo puesto en la Firecracker 400 de 1978 como mejor resultado. Participó de la temporada completa en 1979 por el equipo Osterlund, generalmente pilotando un Chevrolet. Obtuvo en Bristol su primer triunfo en la categoría, finalizó entre los cinco primeros en 11 oportunidades, y resultando séptimo en el campeonato y Novato del Año pese a haberse ausentado en cuatro fechas. Con cinco victorias y 19 llegadas entre los cinco primeros, Earnhardt se coronó campeón en 1980.

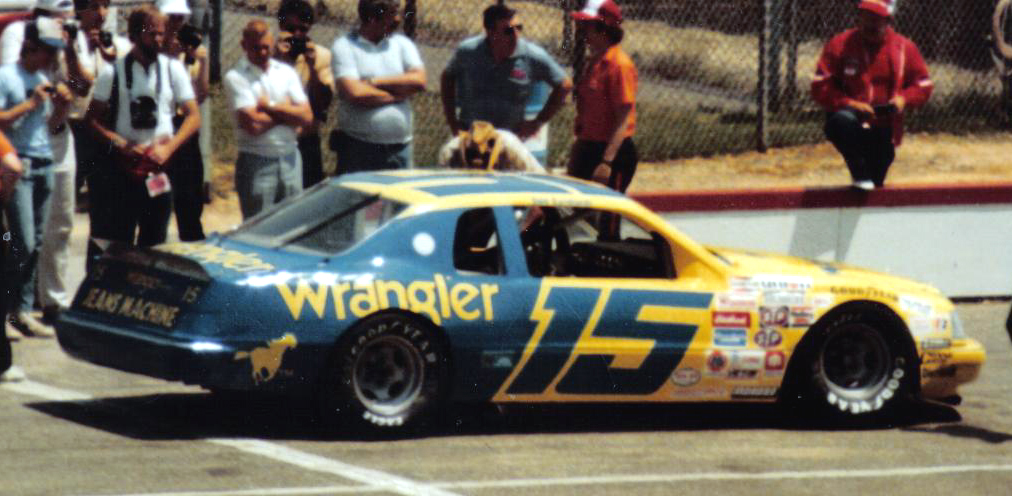
Dale Earnhardt en la temporada 1983 de la NASCAR Cup.

Durante plena temporada de 1981, Osterlund vendió su equipo a Stacy, y Earnhardt pasó a Richard Childress. Resultó séptimo en el campeonato, sin ninguna victoria. Las siguientes dos temporadas, Earnhardt corrió con Ford por el equipo Bud Moore. Quedó 12º en 1982 y 8º en 1983, con una victoria en la primera y dos en la segunda. Earnhardt volvió a Richard Childress para 1984, donde comenzó a correr con el Chevrolet número 3. Ese año fue cuarto con dos victorias, y en 1985 quedó octavo con dos triunfos.
Los dos siguientes años, Earnhardt se coronó campeón con comodidad: ganó cinco carreras en 1986 y 11 en 1987; además llegó quinto o mejor en 37 de 58 carreras. Luego fue tercero con tres victorias en 1988 y subcampeón en 1989 con cinco triunfos. En 1990, Earnhardt ganó nueve veces y llegó a meta entre los cinco primeros en 18 de 29 intentos. Sin embargo, el título lo obtuvo por un escaso margen sobre Mark Martin. 1991 significó su quinto campeonato obtenido, con cuatro victorias.

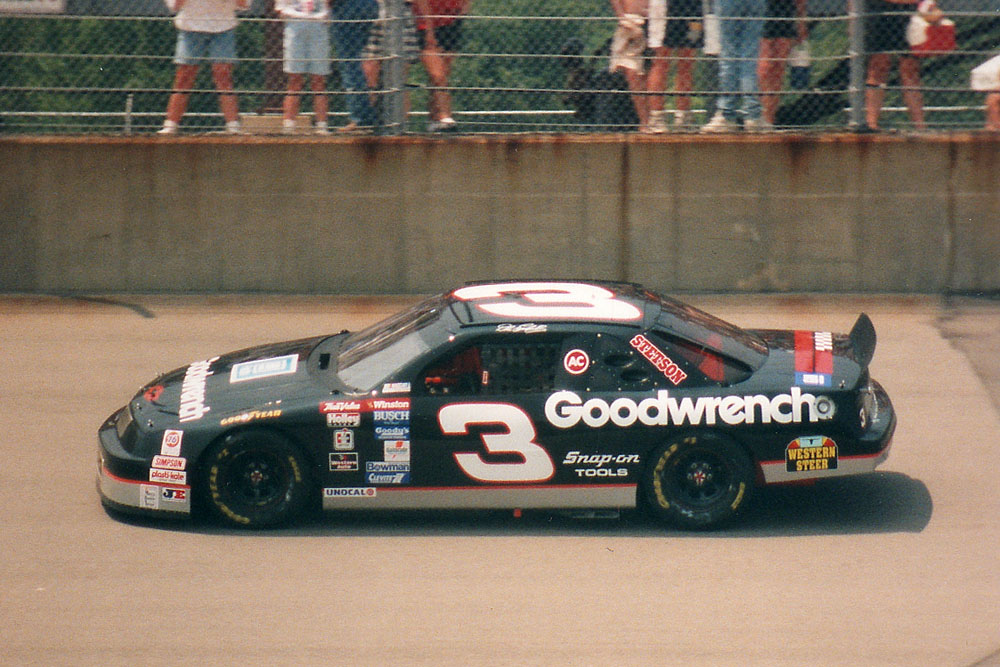
Dale Earnhardt corriendo en Míchigan en 1994.

Earnhardt apenas pudo ganar en una ocasión en 1992. Con seis apariciones entre los cinco primeros, quedó 12º en el campeonato. Sus dos títulos finales los consiguió en 1993, con seis victorias, y en 1994, con cuatro. Así, empató el récord de cantidad de títulos con Richard Petty. En 1995, Earnhardt ganó por primera vez en un circuito mixto, Sears Point, y conquistó las 400 Millas de Brickyard. Sus cinco victorias y 19 llegadas entre los cinco primeros no le bastaron para vencer a Jeff Gordon y debió conformarse con el subcampeonato. Después de haber ganado dos carreras en 1996, durante la fecha veraniega en Talladega chocó contra el muro y cruzó la pista volcado hacia la parte interna. A pesar de las múltiples fracturas, volvió a correr la semana siguiente y quedó cuarto en el campeonato.
En 1997, Earnhardt no ganó ninguna carrera y llegó quinto o mejor en apenas siete, pese a lo cual finalizó el año en quinta posición. Su única victoria en las 500 Millas de Daytona la consiguió en 1998. Sin otros triunfos, Earnhardt quedó octavo esa temporada. 
En 1999, a pesar de correr todo el año con una vértebra fisurada tras una colisión en Atlanta, ganó tres carreras y acabó octavo en la tabla final. Sólo se operó la lesión al finalizar el campeonato. Sus últimas dos victorias las consiguió en 2000, cuando estaba totalmente recuperado, y ese año fue subcampeón.

## Accidente y fallecimiento
Después de disputar las 24 Horas de Daytona de 2001 y las carreras preliminares de la NASCAR, Earnhardt peleaba por la primera posición de las 500 Millas de Daytona el 18 de febrero de 2001. En la última curva de la última vuelta de la carrera, el automóvil de Dale perdió el control, y deslizándose de lado golpeó el bólido de Ken Schrader, saliendo disparado de frente contra el muro exterior de la curva peraltada.
Tras rodar ambos automóviles sin control durante varios segundos, deteniéndose finalmente sobre la hierba, Ken Schrader salió ileso de su coche y reclamó de inmediato la ayuda de las ambulancias al percatarse de la situación de Dale. 
A pesar de ser un impacto que parecía no ser grave, Dale Earnhardt sufrió una grave lesión en la base del cráneo, falleciendo poco después tras su llegada al Centro Médico Halifax situado a las afueras del Daytona International Speedway. 
Su trágica muerte, sumada a otras tragedias similares que se habían producido en el año anterior 2000, alguna de ellas en accidentes que también fueron poco severos, además del debate que se libró a consecuencia de la pérdida de una enorme y queridísima figura del automovilismo norteamericano como Dale Earnhardt, todo ello acabó en la obligatoriedad de la utilización del sistema HANS para la siguiente temporada de la Copa NASCAR, para varias de sus categorías inferiores.

## Fuera de la Copa NASCAR
Desde 1982 hasta 1994, Earnhardt también compitió en la NASCAR Busch Series, aunque nunca disputando más de la mitad de las fechas, donde ganó 21 carreras.
También participó de la International Race of Champions en 1980, 1984 y desde 1987 hasta 2001. Ganó 11 de 59 carreras y fue campeón en 1990, 1995, 1999 y 2000.